# Kniha roku Lidových novin 2010

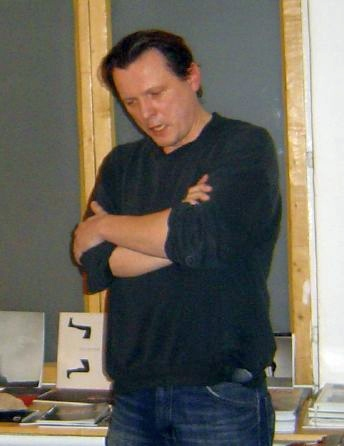
Jan Balabán

Kniha roku Lidových novin 2010 je dvacátý ročník od obnovení ankety Lidových novin o nejzajímavější knihu roku 2010 (do ankety jsou také započítány hlasy pro knihy vydané koncem roku 2009). V anketě hlasovalo 228 z celkových zhruba 400 oslovených osobností a s 30 hlasy zvítězil román Zeptej se táty Jana Balabána. Hlasování se uzavřelo 30. listopadu 2010 a výsledky ankety vyšly ve zvláštní příloze Lidových novin 18. prosince 2010.

## Výsledky
1. Jan Balabán: Zeptej se táty – 30 hlasů
2. Emil Hakl: Pravidla směšného chování – 16 hlasů
3. Jaroslav Med: Literární život ve stínu Mnichova (1938–1939) – 15 hlasů
4. Pavel Kosatík: České snění – 12 hlasů
5. Pavel Kolmačka: Moře – 11 hlasů
6. Jak je ve větě člověk. Dopisy Josefa Škvoreckého a Jana Zábrany, editoři Alena a Michal Přibáňovi – 9 hlasů
7.–9. Martin C. Putna: Česká katolická literatura 1918–1945 – 8 hlasů
7.–9. Antonín Bajaja: Na krásné modré Dřevnici – 8 hlasů
7.–9. Jako když dvoranou proletí pták. Antologie nejstarší anglické poezie a prózy, editor Jan Čermák – 8 hlasů
10. Vladimír Binar: Čin a slovo – 7 hlasů
11.–12. Gao Xingjian: Hora duše, překlad Denis Molčanov – 6 hlasů
11.–12. Martin Ryšavý: Vrač – 6 hlasů